# Société des grandes épées
La société des grandes épées (大刀會, Dàdāo Huì) est un groupe d'autodéfense de paysans apparu dans le nord de la Chine durant la dynastie Qing et renommée pour le grand courage de ses membres. Il s'agit au départ de groupes de petits propriétaires terriens et de fermiers qui s'organisent pour protéger leurs villages contre les bandits, les seigneurs de guerre, les collecteurs d'impôts, et plus tard les communistes et les Japonais.
Les grandes maîtres de cette société prétendaient rendre les membres invulnérables aux balles grâce à la magie. La société des grandes épées et la société de la lance rouge participèrent à la révolte des boxers dans le nord de la Chine en 1900. Durant les trois premières décennies du XXe siècle, beaucoup de paysans émigrèrent en Mandchourie à partir du Shandong et du Hebei où les boxers étaient très actifs. Les paysans fondèrent la société des grandes épées comme mesure d'autodéfense contre les attaques des bandits et des seigneurs de guerre. En raison de la grande immigration vers les Nord-Est pour échapper au chaos régnant au Nord de la Chine, les membres de la société furent aussi actifs en Mandchourie.
En 1927, les taxes imposées par le gouvernement du Fengtian et les mauvais traitements infligés à la population de Linjiang, près de la frontière avec la Corée, mena à l'implantation à grande échelle de la société des grandes épées, accélérée par la dépréciation du papier-monnaie Feng-Piao. En janvier 1928, la société se rebelle contre le gouvernement du Fengtian et occupe la ville de Tonghua pendant une courte période. Durant la rébellion, les grandes épées gagnent le respect des paysans parce qu'ils ne volent pas les pauvres gens et luttent contre les agents du seigneur de guerre Zhang Zuolin.
Au moment de l'invasion japonaise de la Mandchourie en 1931, cette force traditionnelle d'autodéfense réapparait. Ces sociétés font très vite parties des armées de volontaires anti-japonaises luttant contre le Mandchoukouo pro-Japonais et la pacification du territoire.
Les membres des grandes épées plaçaient leur foi dans des objets magiques et croyaient en la récompense vertueuse du paradis après la mort. Ils sont décrits comme prétendant mener une vie agréable et être immunisés aux balles grâce à des exercices de respirations, des formules magiques et à l'absorption de charmes.
Certains membres de la société furent intégrés à l'Armée rouge chinoise durant la seconde guerre sino-japonaise puis à l'armée populaire de libération durant la guerre civile chinoise. En 1953, le Parti communiste chinois lance une campagne de suppression contre les Hui-Dao-Men (les sociétés secrètes), et les éradique de Chine continentale. Certaines d'entre elles sont cependant réapparues à l'étranger du fait de partisans exilés.

## Sources
- Anthony Coogan;The volunteer armies of northeast China, Magazine article; History Today, Vol. 43, July 1993.
- Elizabeth J. Perry; Rebels and Revolutionaries in North China, 1845-1945; Stanford University, 1980
- About the Boxer Movement